# Windows Server 2003
Windows Server 2003 (nome in codice Whistler Server, precedentemente conosciuto come Windows 2002 Server e Windows .NET Server 2003) è una tappa dell'evoluzione della serie server dei sistemi operativi di Microsoft. Il lancio è avvenuto il 24 aprile 2003. Windows Server 2003, successore di Windows 2000 Server, è la versione server equivalente a Windows XP.
Inizialmente, il nome del nuovo sistema operativo doveva essere "Windows .NET Server 2003", per promuovere la nuova piattaforma Microsoft .NET. Per evitare confusioni, Microsoft ha deciso di dedicare la parola .NET solo alla piattaforma Microsoft .NET e il .NET Framework.

## Caratteristiche di Windows Server 2003
- Terminal Services
- Internet Information Services (IIS): Giunto alla versione 6, migliorato nelle prestazioni e dedicato soprattutto a applicazioni web ASP.NET
- Active Directory
- Incrementato il livello di sicurezza grazie a un firewall interno e al limitato avvio dei servizi che potrebbero essere inutili e pericolosi.

## Nuove caratteristiche
Rispetto a Windows 2000 Server, sono state aggiunte diverse funzionalità:
- Nuove funzionalità di Active Directory (come la possibilità di cancellare classi dagli schemi);
- Nuove funzionalità del Group Policy;
- Nuove funzionalità per la gestione dei dischi e il backup dei dati (da notare il backup dei file aperti);
- Integrazione del .NET Framework 1.1;
- Nuovi strumenti e linguaggi di scripting.

## Service Pack 1
Il 30 marzo 2005, Microsoft ha distribuito il primo sostanziale aggiornamento per Windows Server 2003 con un numero di build finale di 5.2.3790.1830.srv03_rtm.050324-1447. Molte nuove funzionalità del Service Pack 1 possiamo eguagliarle al Service Pack 2 di Windows XP (sul quale questo Service Pack è basato). L'edizione di x64 di Windows XP è basata sul Service Pack 1.
Alcuni aggiornamenti riguardano:
- Hot Patching: ora, quando vengono installate patch, driver o qualsiasi aggiornamento, non è necessario riavviare il sistema operativo;
- Windows Firewall: Funzionalità già presente e potenziata (come in Windows XP), aumenta il livello di sicurezza dell'intero sistema, versione ISA solo nella versione "Enterprise";
- Post-Setup Security Updates: Quando si è appena installato Windows Server 2003, questa nuova funzionalità scarica automaticamente tutte le nuove patch distribuite e blocca tutte le connessioni in entrata per permettere di configurare correttamente il server e evitare attacchi informatici;
- Data Execution Prevention (DEP): Supporto per il No Execute (NX), aiuta a preventivare vulnerabilità, specialmente per il buffer overflow;

Una lista completa delle nuove caratteristiche del Service Pack 1 si trova qui.

## Windows Server 2003 R2
Un aggiornamento principale di Windows Server 2003, chiamato ufficialmente R2, è stato distribuito il 6 dicembre 2005 con numero di build finale di 5.2.3790.2075.dnsrv_r2.051122-2350 (su cys.exe). Alcuni aggiornamenti riguardano:
- Integrazione del Branch Office Server Management;
  - Gestione centralizzata di file e stampanti;
  - Implementata l'interfaccia di gestione del namespace di Distributed File System (DFS);
- Gestione delle identità e accessi;
- Gestione dei dati;
  - Implementato il File Server Resource Manager che regola e registra tutte le operazioni sui file;
  - Gestione avanzata di una eventuale rete Storage Area Network (SAN);
- Virtualizzazione dei server;
  - Implementata una nuova gestione delle licenze che permette di eseguire fino a 4 istanze virtuali.

## Service Pack 2
Nel maggio del 2006 inizia il beta testing del Service Pack 2 per Windows Server 2003 e Windows XP Professional x64 Edition (basato proprio su Windows Server 2003) con una prima build beta (5.2.3790.2721.dnsrv.060611-1056). Dopo quasi un anno di sviluppo, il 14 marzo 2007 viene distribuito in versione finale (con numero di build 5.2.3790.3959.srv03_sp2_rtm.070216-1710), inizialmente solo in lingua inglese.

## Edizioni
Esistono diverse edizioni di Windows Server 2003, ognuna secondo le diverse richieste aziendali:
- Web Edition
- Standard Edition
- Enterprise Edition
- Datacenter Edition
- Small Business Server
- Storage Server
- Compute Cluster Server